# 갯쥐꼬리풀
갯쥐꼬리풀은 벼목 벼과의 식물이다. 그것은 1-1.5m까지 성장한다. 기지에서 폭 1.5m로 크게 가늘어지고 끝에서 아래로 구부러진다. 꽃은 황록색이고, 겨울에 갈색으로 바뀐다. 그것은 헛뿌리가 있고, 부러질때 무성 성장을 초래할 수 있다. 뿌리는 흰기러기의 중요한 식량 자원이다. 국내에 진도, 강화도, 서천 등지에 유입되었으며. "갯끈풀"로도 불린다.

## 특징
갯쥐꼬리풀은 1.5m까지 성장한다. 갯쥐꼬리풀의 줄기는 부드럽다.